# Klášter Řádu menších bratří u Hory křížů
Klášter Řádu menších bratří u Hory křížů, nazývaný také Františkánský Klášter Řádu menších bratří u Hory křížů nebo jen Klášter u Hory křížů, litevsky Pranciškonų vienuolynas prie Kryžių kalno nebo Vienuolynas prie Kryžių kalno, je moderní františkánský klášter u známého poutního místa Hora křížů v Litvě. Nachází se na území vesnice Jurgaičiai v seniūniji Meškuičiai v okrese Šiauliai v Šiauliaiském kraji.

## Další informace
V roce 1994 (tj. rok od návštěvy papeže Jana Pavla II. na Hoře křížů), přijeli k Hoře křížů italští františkáni z Řádu menších bratří od svaté hory La Verna u příležitosti ceremonie postavení kříže, věnovaného Janem Pavlem II. Této slavnosti se zúčastnil také Zástupce Otce Svatého apoštolský nuncius arcibiskup Justo Mullor Garcia a ten vybídl italské františkány, aby pomohli litevským františkánům vedle Hory křížů postavit klášter. Dne 13. června 1997 za účasti litevských a toskánských františkánů papež Jan Pavel II. posvětil projekt, maketu a základní kámen vylomený z alvernské hory. Do kamene byla uložena kapsule se zakládajícími listinami kláštera dne 9. května 1998. Podle dekretu z 22. dubna 2000 generálního ministra františkánů Giacomo Bini byl Klášter Řádu menších bratří Litevské provincie Svatého Kazimíra u Hory křížů dne 8. července 2000 slavnostně vysvěcen. Autorem stavebního projektu byl františkánský architekt Angelo Polesello. Stavbu realizoval architekt-restaurátor Kláštera hory v La Verně Leandro Rimmaudo Nunzio. Vnitřní vybavení je dílo sochaře Rimanta Sakalauska. Autor vitráží je profesor Algis Dovydėnas. V klášteře jsou ikony „Stigmata Sv. Františka” a „Na trůně Mariině”, jejichž autorem je Carlo Bertagnin. Na nádvoří kláštera je bronzová socha „Sv. František v extázi” od sochaře Fabrizia Gianniniho. V klášteře je kromě cel a reprezentační místnosti také modlitebna. Bohoslužby se konají denně od 11 hodin, v neděli také od 17 hodin. Vedle kláštera je patrový altán (vyhlídka).